# Chiesa di San Pietro (Casalguidi)
La chiesa di San Pietro è una chiesa di Serravalle Pistoiese, che si trova nella frazione di Casalguidi.

## Descrizione

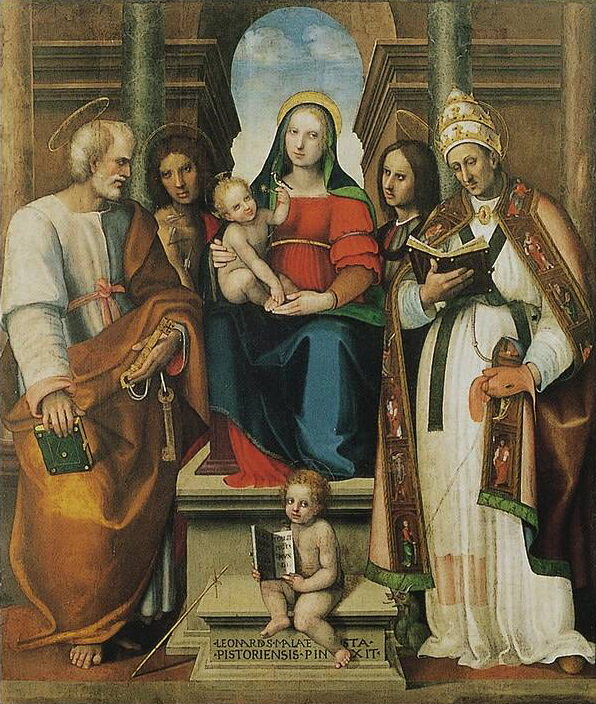
Madonna col Bambino e i Santi Pietro, Sebastiano, Cosma, Silvestro e Giovannino di Leonardo Malatesta (1518)

L'edificio, documentato dal secolo XII e che fu pieve e collegiata, fu trasformato tra il 1759 e il 1796. Conserva tra le opere di maggior rilievo una tavola raffigurante la Madonna col Bambino tra i santi Pietro, Sebastiano, Cosma, Silvestro e Giovannino di Leonardo Malatesta (1518) sull'altare sinistro, e una tela di Alessio Gemignani su quello opposto, che sintetizza le due devozioni mariane alla Vergine Assunta e a quella del Rosario.
Si segnalano inoltre gli affreschi nella parte alta della navata e del transetto del pistoiese Pietro Ulivi.
Nell'annessa compagnia del Corpus Domini si conserva il Crocifisso ligneo (1954) che viene portato in processione il venerdì santo in occasione della Festa Bella, che si svolge ogni tre anni e che risale alla fine del secolo XVII. Alla parete sinistra è anche una tavola con la Madonna della cintola con i santi Tommaso, Pietro e Giovanni Battista, di Jacopo Centi, detto il Papaceto.